# 永遠の恋物語
『永遠の恋物語』（えいえんのこいものがたり）は、2004年1月から同年3月まで、テレビ朝日系列で放送された朝日放送製作のテレビ番組である。放送時間は、毎週金曜21:00 - 21:54（JST）。
みのもんたと優香が司会を務めたバラエティー番組の『サムズアップ』、『世界プチくら!』の早期終了により、同年4月の『笑いの金メダル』放送開始までのつなぎ番組としてスタートした。
世界的な偉人の恋愛模様を日本の著名俳優によって演じられる再現ドラマとドキュメンタリーで描いた。また、同年2月より番組タイトルから『永遠の恋物語』を外し、歴史ドキュメンタリー番組として放送された。
| テレビ朝日系 金曜21時台（朝日放送制作枠） | テレビ朝日系 金曜21時台（朝日放送制作枠） | テレビ朝日系 金曜21時台（朝日放送制作枠）           |
| 前番組                                    | 番組名                                    | 次番組                                              |
| ----------------------------------------- | ----------------------------------------- | --------------------------------------------------- |
| 世界プチくら!                             | 永遠の恋物語                              | 笑いの金メダル・爆笑統一王座決定戦 ↓ 笑いの金メダル |

| スタブアイコン | サブスタブ | この項目は、まだ閲覧者の調べものの参照としては役立たない、テレビ番組に関連した書きかけの項目です。この項目を加筆・訂正などしてくださる協力者を求めています（P:テレビ/PJ:放送または配信の番組）。 |